# Florus Auffarth
Florus Conrad Auffarth (* 6. Januar 1815 in Schwarzenfels; † 23. Juli 1877 in Podgaj, Kreis Mogilno) war ein preußischer Verwaltungsbeamter.

## Leben

### Kindheit und Ausbildung
Als Sohn des Schmalkaldener Polizeikommissars Georg Friedrich Auffarth und der Barbara Elisabeth Auffarth, geb. Euler, wurde Florus Auffarth im Südhessischen Schwarzenfels, Kreis Schlüchtern geboren. Seine weiteren schulischen Stationen sind nicht bekannt. Den Besuch der Universität Marburg schloss er am 7. September 1836 mit der staatswissenschaftlichen Prüfung ab. Anschließend begann er seine berufliche Tätigkeit im Kurhessischen Staatsdienst als Praktikant, zunächst ab dem 26. September 1837 auf dem Kreisamt Melsungen und in der Folge ab dem 1. August 1839 auf dem Kreisamt Wolfhagen. 25-jährig fand seine Ausbildung im Jahr 1840 ihren Abschluss mit der Anstellung als Kreissekretär in Hofgeismar, mit der er zum 1. Juli 1840 beauftragt wurde. Seine definitive Anstellung datiert vom 22. April 1841.

### Werdegang als Verwaltungsbeamter
Florus Auffarth blieb viereinhalb Jahre in Nordhessen, bevor er als Kreissekretär zum 16. Oktober 1845 nach Hanau versetzt wurde. Weitere Dienststationen waren: 18. Januar 1849 Zweiter Verwaltungsbeamter in Fritzlar und zum 24. Januar 1851 Erster Verwaltungsbeamter in Kassel und Mitglied der Staatsschuldenkommission. Nach der Vielzahl an stetig in der Rangfolge steigenden Verwaltungsaufgaben wurde Auffarth zum 4. September 1851 die Verwaltung des Landratsamtes in Hofgeismar übertragen, von wo er in gleicher Stellung am 10. Februar 1853 nach Hersfeld wechselte. Die Annexion von Kurhessen durch Preußen im Jahr 1866 zog zunächst keine Veränderungen für die jeweiligen Beamten nach sich. So erhielt Auffarth am 10. März 1868 sein Patent als preußischer Landrat in Hersfeld und am 22. März auch seine definitive Ernennung als ebensolcher. Doch besaß das deutlich größere Preußen auch eine ungleich höhere Zahl an zu besetzenden Landratsstellen. Nachdem seine Frau 1873 in Hersfeld gestorben war, wurde Auffarth zum 7. Juni 1876 zunächst kommissarisch als Landrat nach Grevenbroich in der Rheinprovinz versetzt. Seine definitive Ernennung folgte am 6. Juli 1876. Er war der erste Protestant der dieses Amt bekleidete. Doch gab Auffarth seine Dienstgeschäfte bereits am 28. März 1877 ab. Kommissarisch an das Landratsamt Schroda in der preußischen Provinz Posen versetzt, stirbt er keine vier Monate darauf in dem benachbarten Kreis Mogilno. Er wurde in Bad Hersfeld beigesetzt.

## Abgeordneter
1868 wurde er mit 106 von 223 Stimmen bei 813 Wahlberechtigten für den Wahlkreis der Stadt Hersfeld in den Kommunallandtag Kassel gewählt. Dem Kommunallandtag gehörte er bis 1871 an.

## Familie
Florus Auffarth gehörte der evangelisch-reformierten Kirche an. 1838 heiratete er Philippine Margaretha Christine Hermine Schröder (geboren am 6. Januar 1820 in Hersfeld; gestorben am 28. Juli 1877 ebenda), eine Tochter des Tabakfabrikanten George Heinrich Schröder und der Anna Catharina Schröder geborene Cowarz.

## Ehrungen
- 18. Januar 1869 Verleihung des Preußischen Roten-Adler-Ordens 4. Klasse
- 18. März 1872 Verleihung des Preußischen Kronenordens 4. Klasse